# Tidal
Tidal (em hebraico: תִדְעָל‎; romaniz.: Tid'al), rei de Goim, é um monarca mencionado em Gênesis 14:1. A palavra 'goim' na Bíblia hebraica pode ser transliterado como "nações", "povo" ou "grupos étnicos" (no hebraico moderno significa "gentios") apenas de comentários bíblicos sugerirem que neste versículo pode referir-se à região dos gútios. Tidal foi um dos quatro reis que lutaram contra Abraão na Batalha do Vale de Sidim.

## Teorias sobre o nome
- O nome Tidal é considerado equivalente à Tudália,[2] o nome de um rei proto-hitita e de um rei hitita. O nome continuou como "Tudal" até o período neo-hitita.
- De acordo com David Rohl, Tidal é o mesmo que Tisdal, um governante hurrita da Cordilheira de Zagros.[3]